# Mark Watson
Mark Andrew Watson, född 13 februari 1980, är en brittisk komiker och romanförfattare.

## Biografi
Mark Watson föddes och växte upp i Bristol, med två yngre tvillingsystrar och en yngre bror, Paul. Brodern är en sportjouralist som varit fotbollsledare för smånationer i fotboll.
Han studerade engelska vid Universitet i Cambridge, på Queens' College, och tog examen med högsta betyg, "first class honours". På universitetet var han medlem av amatörteater- och spexföreningen Footlights, med bland andra Tim Key och Dan Stevens.
I början av karriären valde Mark Watson att framföra sketcher och ståuppkomedi med walesisk accent. Han är själv inte uppvuxen i Wales, men hans mor är från Wales, och han kände sig mer bekväm att prata på ett annorlunda sätt på scen.
Watson har medverkat regelbundet på Edinburgh Festival Fringe, och vunnit eller varit nominerad till flera priser. Han var bland annat nominerad till Perrier Comedy Award, bästa nykomling, år 2005 och vunnit Time Out Critic's Choice Award 2006. På Edinburghfestivalen har han till exempel framfört flera maratonshower som varat i 24 timmar, vilket han även gjorde via Twitch under Covid-19-pandemin.
Under 2009 visades hans frågesportprogram We Need Answers  på BBC Four. Den var baserat på en show han gjort på Edinburgh Fringe, där tävlande komiker svarar på frågor som under föreställningen skickades in av publiken via SMS. I både TV- och scenversionen delade han värdskapet med Tim Key och Alex Horne.
Watson har varit deltagare i flera komedipanelshower som Mock The Week, Never Mind The Buzzcocks, Have I Got News for You, Would I Lie to You? och QI. Han var en av deltagarna i den första versionen, scenversionen, av Alex Hornes Taskmaster, och 2017 var han med i den femte säsongen på TV.

## Böcker
Watson har skrivit sju romaner:
- Bullet Points (2004)
- A Light-Hearted Look At Murder (2007),
- Eleven (2011), The Knot (2012)
- Hotel Alpha (2015)
- The Place That Didn't Exist (2016)
- Contacts (2020)

Dessutom har han skrivit fackboken Crap at the Environment (2008), efter hans egna försök att halvera sitt koldioxidavtryck under loppet av ett år.
År 2015 släppte han ett seriealbum Dan och Sam, med illustrationer av Oliver Harud.

## Stand-up specialer
- Mark Watson Live (28 november 2011, DVD)
- Flaws (2014, DVD)
- The Infinite Show (2020, Vimeo) [11]
- This Can't Be It (2022, Amazon Prime) [12]